# فومییا اویشی
فومییا اویشی (ژاپنی: 大石 文弥؛ زادهٔ ۲ آوریل ۱۹۹۳) یک بازیکن فوتبال اهل ژاپن است.
از باشگاه‌هایی که در آن بازی کرده‌است می‌توان به باشگاه فوتبال بلاوبلیتز آکیتا اشاره کرد.